# Dereita Galeguista
Dereita Galeguista va ser un partit galleguista de dretes actiu durant els últims mesos de la Segona República Espanyola. L'origen d'aquest partit de vida efímera va ser l'oposició dels sectors catòlics del Partit Galleguista als possibles pactes amb l'esquerra. Al maig de 1935, un grup de militants del Partit Galeguista de Pontevedra encapçalats per Xosé Filgueira Valverde marxaren del partit com a protesta per la política de pactes amb l'esquerra, i van crear una nova organització coneguda com a Dereita Galeguista. Al febrer de 1936, i davant la incorporació formal del Partit Galeguista al Front Popular, Vicente Risco i set afiliats d'Ourense van deixar el PG, i a Santiago de Compostel·la se'ls van unir Manuel Beiras i Mosquera Pérez. En el seu manifest fundacional van declarar progressistes, demòcrates, republicans, cooperativistes i de caràcter socialcristiaà. Després del començament de la Guerra Civil espanyola, Vicente Risco i alguns altres militants es van adherir al règim franquista.